# Gurre-suite
De Gurre-suite is een suite gecomponeerd door Johan Halvorsen.
De suite is gehaald uit de toneelmuziek van Gurre, een toneelstuk van schrijver Holger Drachmann. Halvorsen was leider van het orkest van het Nationaal Theater in Oslo alwaar het toneelstuk Gurre van Drachmann zou worden uitgevoerd beginnende op 26 maart 1900. Halvorsen had het al druk met ander werk, aldus een brief aan Edward Grieg, die bevriend was met auteur en componist. Hij schreef er tevens bij dat hij het wel even tussendoor zou schrijven, deze muziek voor bij een toneelstuk. Hij kwam uiteindelijk met 20 stukjes losse muziek, waarvan hij er uiteindelijk vijf in de suite zette.
Gurre gaat over de legendarische (in de betekenis van niet gedokumenteerde) liefde tussen koning Waldemar I van Denemarken en zijn maîtresse Tove. Deze liefde zou hebben plaatsgevonden in de 11e eeuw aan het Gurre Sø (Gurremeer) op Seeland. 

NB: De Gurre-Lieder van Arnold Schönberg gaan over dezelfde plaats, maar is de plaats van handeling het Kasteel van Gurre, dat nabij het meer lag (nu een ruïne). Schönberg baseerde zich op het verhaal van Jens Peter Jacobsen, die het verhaal plaatse in de 14e eeuw met Waldemar IV van Denemarken als hoofdpersoon 
De suite uit de volgende delen:
1. Avondscène (Aftenlandskap)
2. Eerste ontmoeting (Første møde)
3. Zomernachtshuwelijk (Sommernatsbryllup)
4. Introductie en serenade
5. Oh, Koning Waldemar (Ve, Kong Volmer) (een begrafenismars vanwege het feit dat de vrouw van de koning Tove liet verbranden)

## Discografie
- Uitgave Simax: Terje Mikkelsen met het Nationaal Symfonieorkest van Letland